# Sage Northcutt
Sage Monroe Northcutt (Katy, 1º marzo 1996) è un lottatore di arti marziali miste statunitense.
Combatte nella divisione dei pesi welter per l’organizzazione singaporiana ONE Championship ; precedentemente ha combattuto anche nelle organizzazioni Ultimate Fighting Championship, Legacy Fighting Championship e Fury Fighting Championship.

## Caratteristiche tecniche
Sage Northcutt è un lottatore che predilige il combattimento in piedi, avendo ottenuto a soli venti anni ben due cinture nere terzo dan (nel Karate e nel Kajukenbo); a ciò unisce discrete abilità nel Jiu jitsu brasiliano, di cui è cintura viola. Nonostante questo dimostra una fase a terra relativamente basica, tanto che soffre proprio validi grappler.

## Carriera nelle arti marziali miste

### Ultimate Fighting Championship
Dopo un'impressionante striscia di vittorie nella Legacy Fighting Championship, nel 2015 Northcutt sigla un contratto con la UFC: a diciannove anni diventa quindi il più giovane lottatore all'interno del roster.
Debutta affrontando Francisco Trevino il 3 ottobre in occasione dell'evento UFC 192, divenendo il terzo più giovane debuttante nella storia della UFC. Northcutt vince il match tramite KO tecnico in soli 57 secondi, la quarta più rapida vittoria di un debuttante nella storia dei pesi leggeri della promozione. Dopo il match Trevino non passa i test anti-droga e viene trovato positivo alla marijuana.
A soli due mesi di distanza, Northcutt affronta Cody Pfister il 10 dicembre nell'evento UFC Fight Night 80; dopo aver subito l'iniziativa dell'avversario nel primo round, Northcutt si aggiudica la vittoria tramite sottomissione alla seconda ripresa.
Era in procinto di sfidare Andrew Holbrook il 30 gennaio 2016 all'evento UFC on Fox 18, nel suo terzo incontro in soli quattro mesi, ma Holbrook si sottrae a 8 giorni dalla sfida a causa di un infortunio e viene sostituito dal poco quotato Bryan Barbarena. Data la scarsità di tempo a disposizione, il match si svolge nella categoria dei pesi welter. Dopo aver vinto il primo round, Northcutt subisce la prima sconfitta in carriera via sottomissione alla seconda ripresa.
A luglio dello stesso anno affrontò lo spagnolo Enrique Marin all'evento UFC 200. Durante il match Sage si ritrovò in serie difficoltà al suolo, finendo per essere intrappolato più volte in una chiave articolare al braccio. Nonostante ciò riuscì tutte le volte a liberarsi. Alla fine vinse l'incontro per decisione unanime.
Il 17 dicembre affrontò Mickey Gall all'evento UFC on Fox: VanZant vs. Waterson. Fin da subito Sage ebbe difficoltà a difendersi dai takedown del suo avversario, finendo più volte al tappeto. Alla seconda ripresa venne colpito alla tempia e finendo al tappeto venne finalizzato con uno strangolamento da dietro.
L'11 novembre torna alla vittoria vincendo per decisione unanime contro Michel Quiñones, ripetendosi con lo stesso esito il 18 febbraio 2018 contro il francese Gouti. Il 14 luglio 2018 vince per KO tecnico contro Zak Ottow.

## Risultati nelle arti marziali miste
| Risultato | Record | Avversario           | Metodo                               | Evento                                 | Data             | Round | Tempo | Luogo                     | Note                                                                              |
| --------- | ------ | -------------------- | ------------------------------------ | -------------------------------------- | ---------------- | ----- | ----- | ------------------------- | --------------------------------------------------------------------------------- |
| Vittoria  | 11-2   | Zak Ottow            | KO tecnico (pugni)                   | UFC Fight Night: dos Santos vs. Ivanov | 14 luglio 2018   | 2     | 3:34  | Boise, Stati Uniti        |                                                                                   |
| Vittoria  | 10-2   | Thibault Gouti       | Decisione (unanime)                  | UFC Fight Night: Cowboy vs. Medeiros   | 18 febbraio 2018 | 3     | 5:00  | Austin, Stati Uniti       |                                                                                   |
| Vittoria  | 9-2    | Michel Quiñones      | Decisione (unanime)                  | UFC Fight Night: Poirier vs. Pettis    | 11 novembre 2017 | 3     | 5:00  | Norfolk, Stati Uniti      | Incontro di pesi leggeri                                                          |
| Sconfitta | 8-2    | Mickey Gall          | Sottomissione (rear-naked choke)     | UFC on Fox: VanZant vs. Waterson       | 17 dicembre 2016 | 2     | 1:40  | Sacramento, Stati Uniti   | Incontro di pesi welter                                                           |
| Vittoria  | 8-1    | Enrique Marin        | Decisione (unanime)                  | UFC 200: Tate vs. Nunes                | 9 luglio 2016    | 3     | 5:00  | Las Vegas, Stati Uniti    | Incontro di pesi leggeri                                                          |
| Sconfitta | 7-1    | Bryan Barberena      | Sottomissione (triangolo di braccio) | UFC on Fox: Johnson vs. Bader          | 30 gennaio 2016  | 2     | 3:06  | Newark, Stati Uniti       | Incontro di pesi welter                                                           |
| Vittoria  | 7-0    | Cody Pfister         | Sottomissione (ghigliottina)         | UFC Fight Night: Namajunas vs. VanZant | 10 dicembre 2015 | 2     | 0:41  | Las Vegas, Stati Uniti    |                                                                                   |
| Vittoria  | 6-0    | Francisco Trevino    | KO Tecnico (gomitate e pugni)        | UFC 192: Cormier vs. Gustafsson        | 3 ottobre 2015   | 1     | 0:57  | Houston, Stati Uniti      | Debutto in UFC; incontro di pesi leggeri; Trevino risultò positivo alla marijuana |
| Vittoria  | 5-0    | Rocky Long           | Sottomissione (neck crank)           | Legacy Fighting Championship 44        | 28 agosto 2015   | 2     | 3:30  | Houston, Stati Uniti      | Incontro Catchweight a 165 libbre                                                 |
| Vittoria  | 4-0    | Gage Duhon           | Sottomissione (rear-naked choke)     | Legacy Fighting Championship 42        | 22 novembre 2014 | 1     | 4:26  | Lake Charles, Stati Uniti | Incontro Catchweight a 165 libbre                                                 |
| Vittoria  | 3-0    | James Christopherson | KO Tecnico (pugni)                   | Fury Fighting 6                        | 22 maggio 2014   | 1     | 4:35  | Humble, Stati Uniti       | Incontro di pesi welter                                                           |
| Vittoria  | 2-0    | Jacob Capelli        | KO Tecnico (pugni)                   | LFC - Challenger Series 1              | 25 aprile 2014   | 1     | 0:55  | Houston, Stati Uniti      | Incontro Catchweight a 165 libbre                                                 |
| Vittoria  | 1-0    | Tim Lashley          | KO Tecnico (calcio girato e pugni)   | Legacy Fighting Championship 37        | 20 aprile 2014   | 1     | 0:27  | Houston, Stati Uniti      | Incontro Catchweight a 165 libbre                                                 |